# Montesa (Valencia)
Montesa ist eine Gemeinde (Municipio) mit 1.134 Einwohnern (Stand: 2024) in der spanischen Provinz Valencia. Sie befindet sich in der Comarca La Costera. 

## Geografie
Montesa liegt etwa 66 Kilometer südlich von Valencia in einer Höhe von ca. 295 m. Durch die Gemeinde führt die Autovía A-35.

## Demografie
| 1900 | 1930 | 1950 | 1970 | 1981 | 1991 | 2001 | 2011 | 2021 |
| ---- | ---- | ---- | ---- | ---- | ---- | ---- | ---- | ---- |
| 1346 | 1254 | 1337 | 1211 | 1192 | 1269 | 1301 | 1339 | 1149 |

## Sehenswürdigkeiten
- Reste der Burg aus dem 14. Jahrhundert
- Kirche Mariä Himmelfahrt (Iglesia de la Asunción)
- Vinzentinerkonvent
- Rathaus

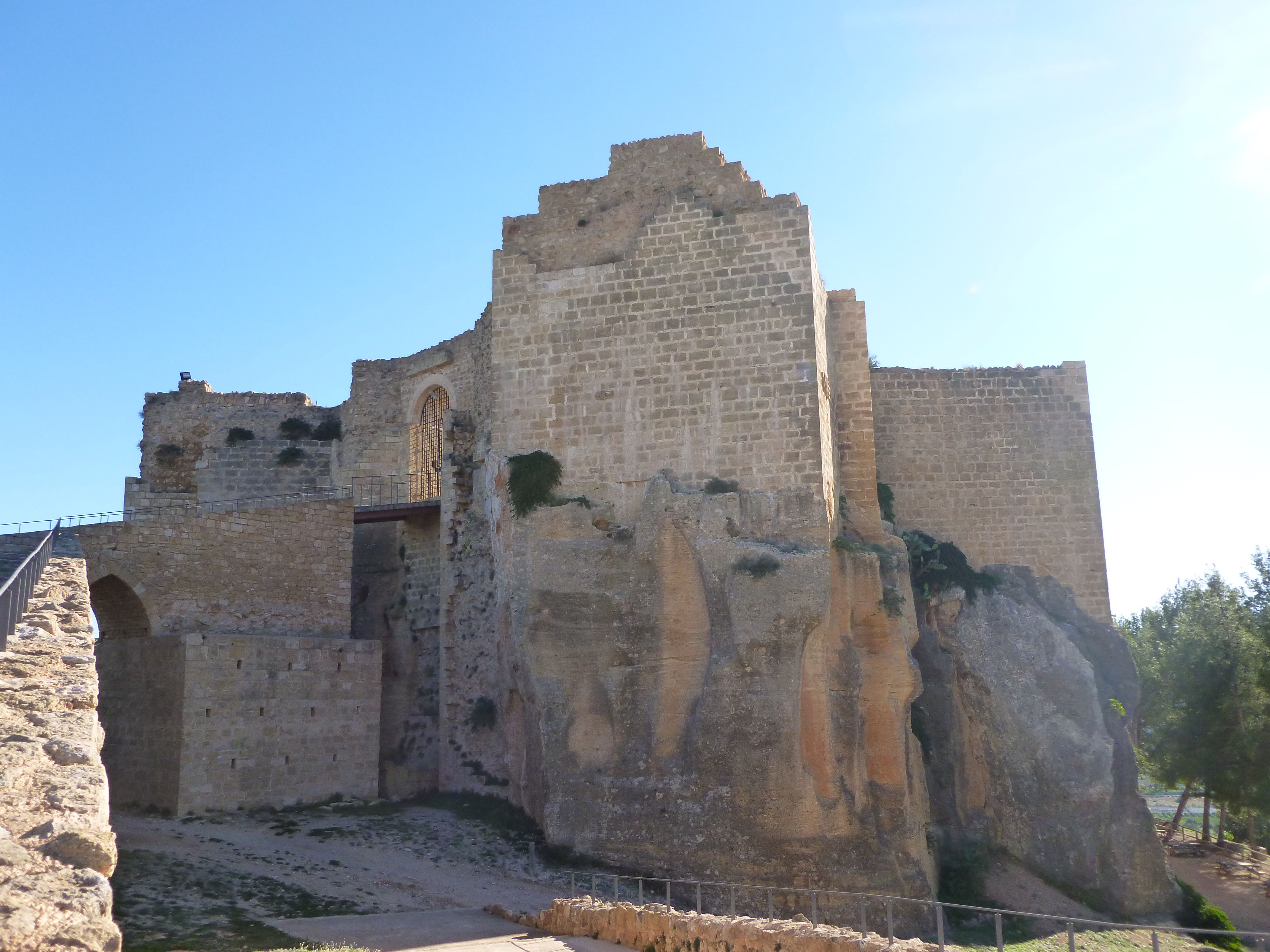
Reste der Burg
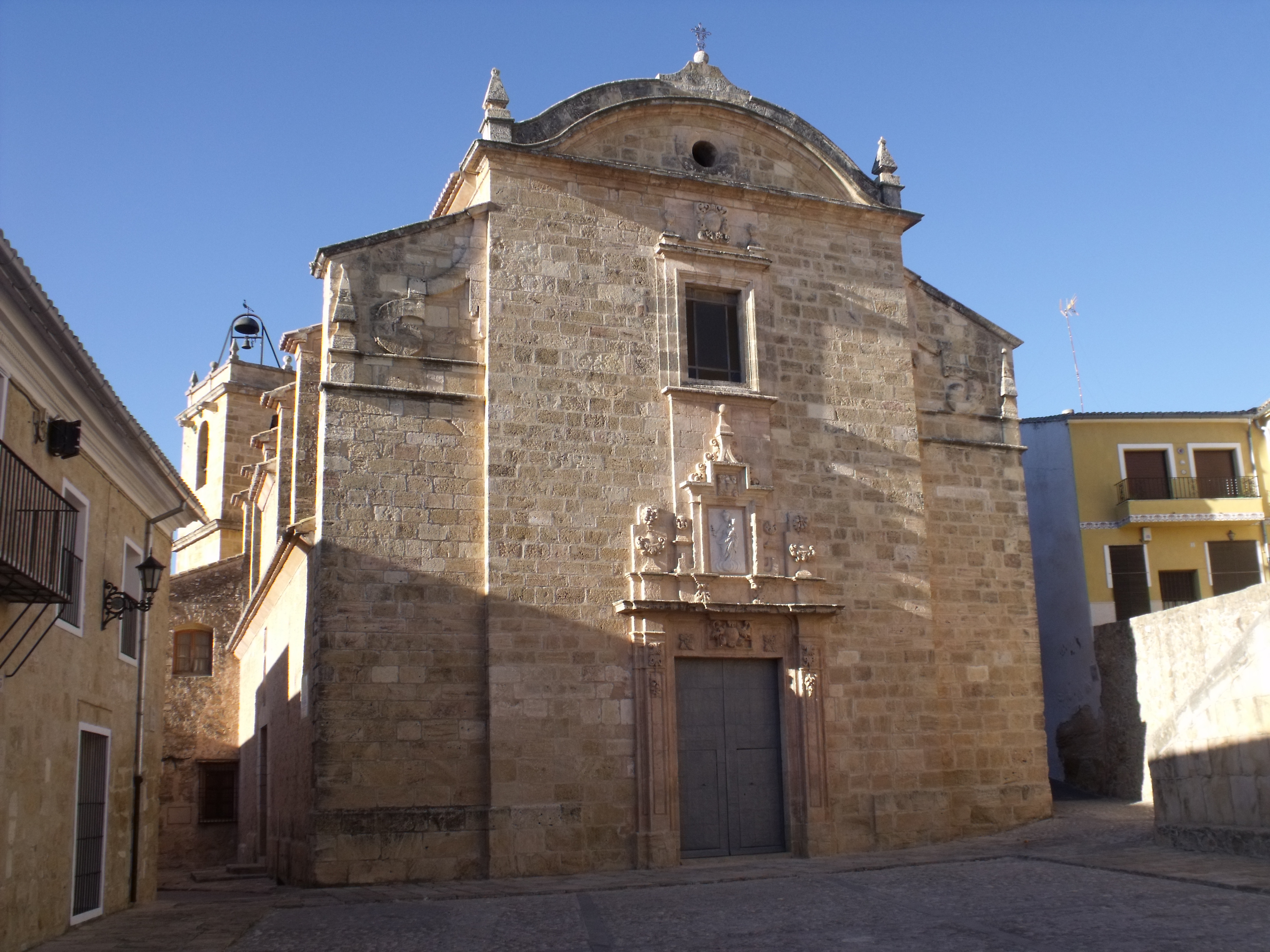
Kirche Mariä Himmelfahrt
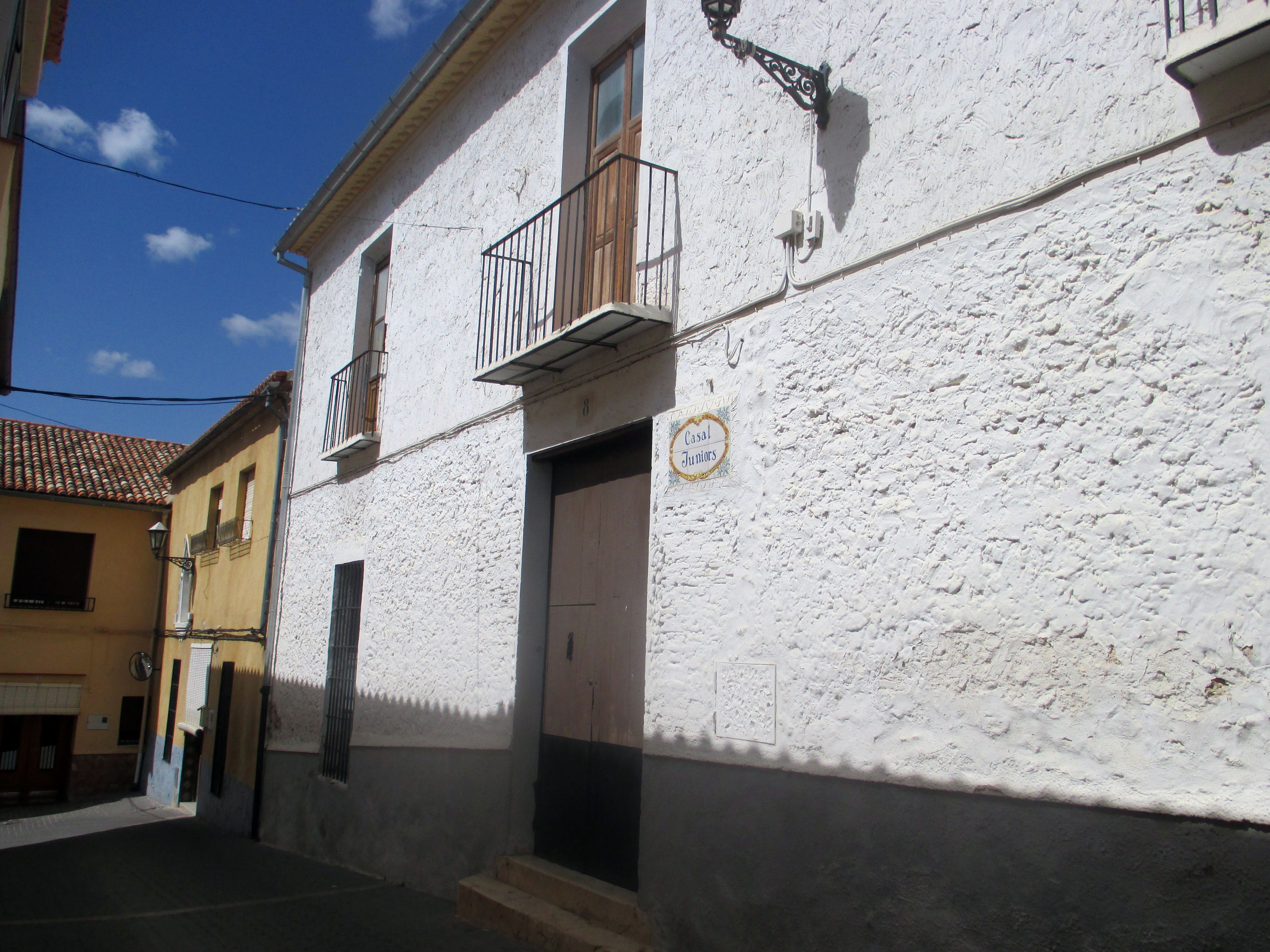
Vinzentinerkonvent
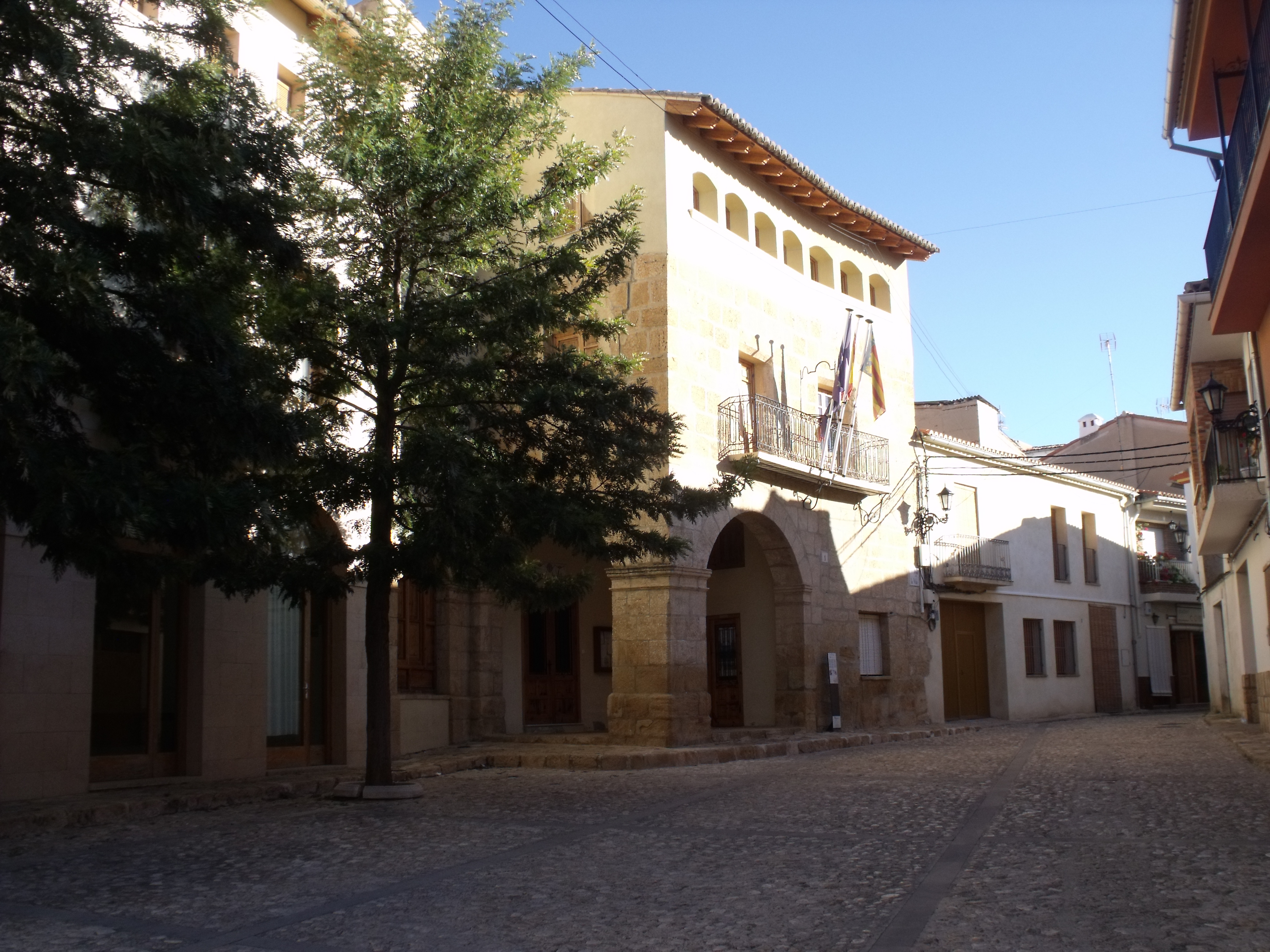
Rathaus